# Elsa Ruiz
Elsa Ruiz (Madrid, 2 de marzo de 1987) es una monologuista, Ilustradora y youtuber española, colaboradora de radio y televisión española, además de activista trans.

## Trayectoria
Elsa Ruiz, que inició su carrera como monologuista en el teatro, es una cómica, ilustradora y colaboradora de televisión y radio, además de activista feminista y trans, estando ambos temas muy presentes en sus monólogos.
En 2017 puso en marcha el canal de YouTube Lost in Transition, donde narra, casi siempre con una perspectiva humorística, su experiencia como mujer trans y la realidad del colectivo LGTBI. Es creadora además de un cómic online con el mismo nombre y objetivo, visibilizar y acercar la realidad trans, y Mi pequeño Poni-Tico, una serie de tiras cómicas de tinte político protagonizadas por unos ponis.
Posteriormente empezó a trabajar en radio, en programas como Sun Days de EDM Radio, Tarde lo que tarde de RNE y Vamos Tarde de Europa FM. En 2018, saltó a la televisión con un monólogo en el programa La resistencia de la plataforma Movistar+. Desde enero de 2019 hasta marzo de 2020 fue colaboradora del programa de televisión Todo es mentira del canal Cuatro.
Ha sido una de las autoras del libro (h)amor 6 trans, publicado en 2020.

## Reconocimientos
En 2020, Ruiz recibió el premio Triángulo del Colectivo de Lesbianas, Gays, Transexuales y Bisexuales de Madrid (COGAM) y el de la Asociación Trans de Andalucía-Sylvia Rivera en reconocimiento a su trayectoria y visibilización.
En 2024 recibe el premio al Activismo de CinemaTrans.